# Lift (фреймворк)
Lift — свободно распространяемый фреймворк  для написания веб-приложений. Он черпает концепции из других фреймворков, таких как Grails, Ruby on Rails, Seaside, Wicket и Django. В отличие от принятого в Ruby on Rails подхода «конвенции вместо конфигурации», Lift не придерживается архитектурного шаблона модель-представление-контроллер (MVC). Вместо этого Lift в основном ориентирован на подход «View First» (удобный для дизайнера) к разработке веб-страниц, вдохновлённый фреймворком Wicket. Кроме того, Lift разработан как высокопроизводительный и масштабируемый веб-фреймворк, используя Scala actors для обработки более крупных объемов одновременных запросов, чем это возможно с сервером, создающим поток для каждого запроса.
Поскольку код программ на Scala выполняется в Java виртуальной машине (JVM), любая существующая библиотека Java и веб-контейнер могут использоваться для запуска приложений Lift. Приложения Lift упаковываются в WAR-файлы и развертываются на любом движке сервлетов 2.4 (например, Tomcat 5.5.xx, Jetty 6.0 и т. д.). Программисты, работающие с Lift, могут использовать стандартный стек разработки Scala/Java, включая среды разработки, такие как Eclipse, NetBeans и IDEA. Динамический веб-контент создается с помощью шаблонов с использованием стандартных редакторов HTML5 или XHTML. Приложения Lift также получают преимущества от нативной поддержки передовых техник веб-разработки, таких как Comet и Ajax.
Основные характеристики приложений Lift:
- Встроенная защита от распространённых уязвимостей, включая большинство угроз из списка OWASP Top 10;
- быстрая разработка, лаконичный и легко поддерживаемый код;
- высокая производительность и масштабируемость в реальном мире для обработки больших объемов трафика;
- Богатый пользовательский интерфейс, сопоставимый по отзывчивости с десктопными приложениями.

Lift впервые был запущен 26 февраля 2007 г., в 2009 г. выпущена версия 1.0, 30 июня 2010 г. вышла версия 2.0.
В мае-июне 2009 г. в журнале IEEE Internet Computing Стив Виноски (Steve Vinoski) опубликовал в своей колонке «Функциональный Веб» статью «Scala и Lift — функциональные рецепты для Интернета», в которой отмечены положительные качества использования функционального программирования, параллельности с асинхронной передачей сообщений и со статической моделью типизации, обеспечиваемые Lift.
Приложения, разработанные на фреймворке Lift, упаковываются в WAR-архивы  (Web Application Resource) и могут выполняться в любом сервлет-контейнере (например Apache Tomcat, Jetty). Для разработки Lift-приложений можно использовать стандартные среды разработки для Java: Eclipse, NetBeans и IntelliJ IDEA.
По состоянию на июль 2010 года официальная группа фреймворка Lift в Google Groups насчитывала более 2000 участников.